# Reale Circolo Canottieri Tevere Remo

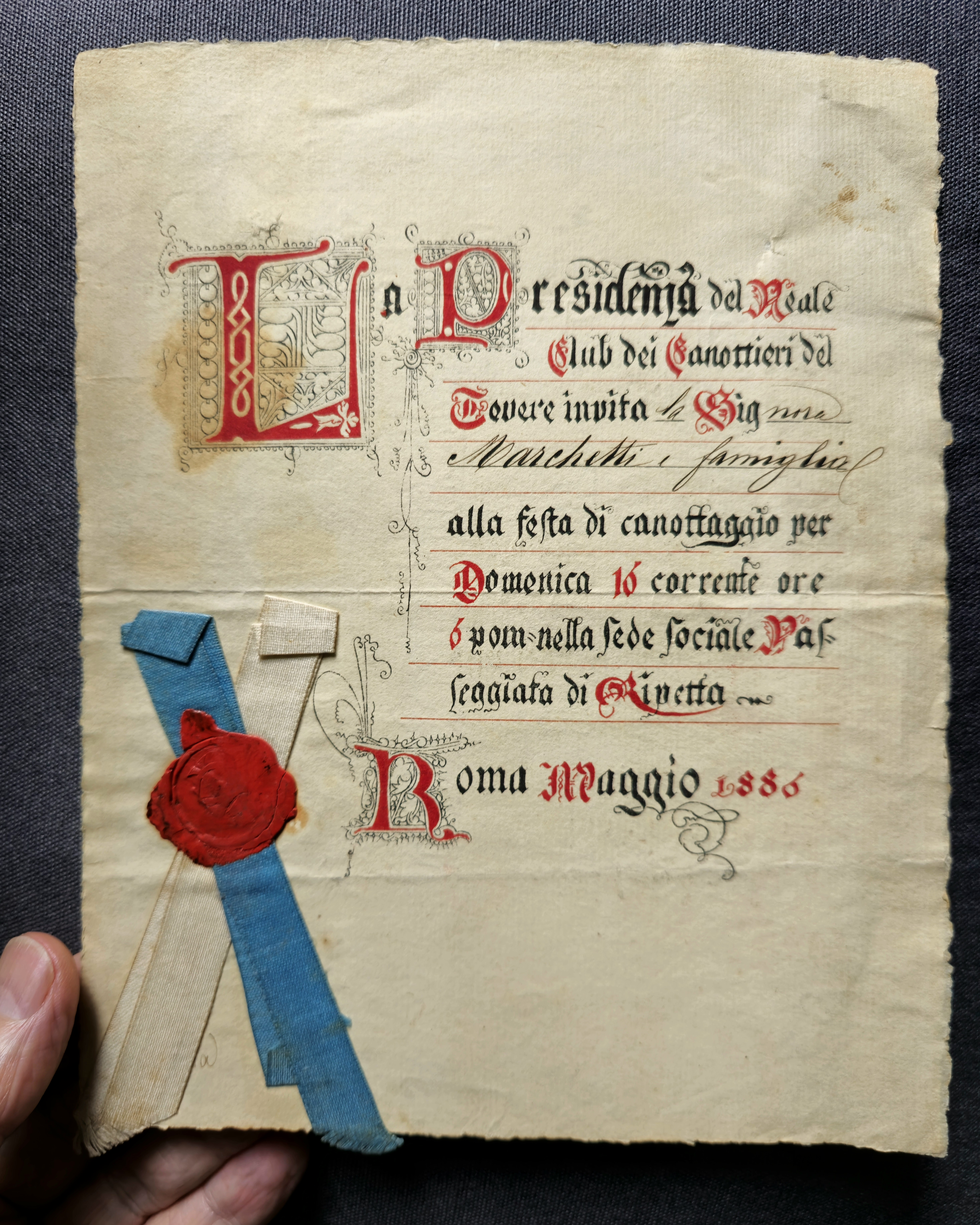
1886 - Invito alla Festa dei Canottieri

Il Reale Circolo Canottieri Tevere Remo è un'associazione sportiva e culturale di Roma.

## Storia

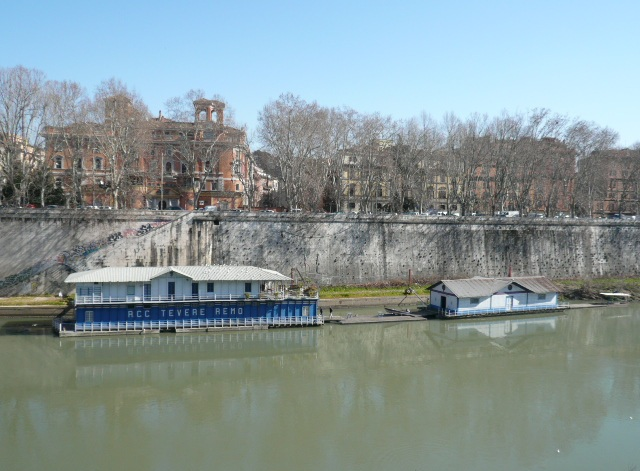
Il galleggiante "San Giorgio"

La data di fondazione del circolo risale al 1º gennaio 1872 (con il nome di Società Ginnastica dei Canottieri del Tevere), sebbene i fondatori, Guglielmo Grant e Guglielmo Serny, pochi anni prima, nel 1867, avessero fondato la Società Ginnastica Serny, alla quale vennero riconosciuti dei meriti, che indurrebbero a spostare indietro l'anno della fondazione. Nel 1912, l'allora Reale Club dei Canottieri del Tevere, denominazione assunta nel 1883, fondendosi con il Circolo del Remo, prese il nome di Reale Club dei Canottieri del Tevere e del Circolo del Remo — che durò fino al 1929, quando acquisì l'attuale appellativo — e stabilì ad Anzio una base velica, tuttora attiva.
Negli anni sessanta sono stati avviati i lavori per la sede sportiva sul Lungotevere dell'Acqua Acetosa, nella quale oggi si trovano due galleggianti, un campo da Calcio a 5, una piscina e i campi da tennis. Nel 1969 confluì nel Tevere Remo il circolo remiero San Giorgio, che oggi dà il nome al galleggiante della sede sociale.

## Gemellaggi
- Canottieri Padova
- Circolo Canottieri Barion
- Circolo Canottieri Irno
- Circolo Canottieri Jonica Catania
- Circolo del Remo e della Vela Italia
- Circolo della Vela Como
- Circolo Ravennate e dei Forestieri
- Club Canottieri Roggero di Lauria
- Club de la Union Santiago Chile
- Compagnia della Vela
- Golf Club Le Querce
- New York Athletic Club
- Reale Società Canottieri Cerea
- Società Canottieri Firenze
- The Royal Northern and University Club
- The Union League of Philadelphia
- United Oxford & Cambridge University Club
- University Club of Chicago
- Yacht Club Adriaco
- Yacht Club Italiano
- Circolo della Caccia di Bologna